# 邓内伦 (佛罗里达州)
邓内伦（英語：Dunnellon），是美国佛罗里达州馬里昂縣下属的一座城市。建立于1891年。面积约为19.3平方公里（约合7.4平方英里）。根据2010年美国人口普查，该市有人口1,733人。论人口在本州排行第297。